# Sainte-Croix, Saône-et-Loire
Sainte-Croix är en kommun i departementet Saône-et-Loire i regionen Bourgogne-Franche-Comté i östra Frankrike. Kommunen ligger i kantonen Montpont-en-Bresse som tillhör arrondissementet Louhans. År 2022 hade Sainte-Croix 657 invånare.

## Befolkningsutveckling
Antalet invånare i kommunen Sainte-Croix
| Referens: INSEE |